# Бонавентура Берлінг'єрі
Бонавентура Берлінг'єрі (Berlinghiero Berlinghieri, 1215 —1287) — італійський художник, представник пізнього романського живопису.

## Життєпис
Походив з малярської родини Берлінг'єрі. Син художника Берлінг'єро Берлінг'єрі, у якого пройшов навчання. Тривалий час працював у майстерні батька у Луцці разом із своїми братами Бароне та Марко. 
Самостійно продовжував виконувати замовлення для церков та впливових громадян Лукки, Пізи, Пістойї, Пеши, Гуїльї, Модени. Розквіт творчості припадає на 1228–1274 роки. Першою значною роботою є розпис для церкви Сан-Мініато 1228 року, іншою важливою є — Святий Франциск Ассізький 1235 року. У 1244 році створив розпис покоїв архідиякона Лукки. У своїх творах значно відійшов від візантійського живопису.